# Tarek Dzinaj
Tarek Dzinaj (* 1962 in Landstuhl; † 2004 auf einem Flug von Istanbul nach Berlin) war ein deutscher Schriftsteller und Arzt.

## Leben
Tarek Dzinaj war der Sohn eines Albaners und einer Deutschen. Er wuchs bis zum elften Lebensjahr in Istanbul auf und danach in Hanau. Nach dem Medizinstudium promoviert er 1994. Dzinaj lebte in Berlin.
In seinem Roman Müde (2002) verarbeitete er kurze Erzählungen, die er von Beginn seiner schriftstellerischen Tätigkeit an über eine fidele Freundesgruppe deutsch-türkischer Jugendlicher schrieb.
Der promovierte Mediziner (Die Manifestation der hämophilen Arthropathie bei verschiedenen Therapieregimen, 1994), der durch eine Kinderkrankheit körperlich behindert war, war ein, teilweise als „begeisternd“ beschriebener, Vorleser seiner oft humorvollen Prosawerke.

## Veröffentlichungen
- Müde. Dielmann, Frankfurt am Main 2000, ISBN 978-3-929232-68-4.

## Belege
1. ↑  Tarek Dzinaj - 1 Buch - Perlentaucher. Abgerufen am 24. März 2024.
2. ↑  Biogramm: Tarek Dzinaj. In: FAZ.NET. 21. November 2000, ISSN 0174-4909 (faz.net [abgerufen am 24. März 2024]).

| Personendaten    | Personendaten                     |
| ---------------- | --------------------------------- |
| NAME             | Dzinaj, Tarek                     |
| KURZBESCHREIBUNG | deutscher Schriftsteller und Arzt |
| GEBURTSDATUM     | 1962                              |
| GEBURTSORT       | Landstuhl                         |
| STERBEDATUM      | 2004                              |
| STERBEORT        | zwischen Istanbul und Berlin      |